# Petruskirche (Gießen)

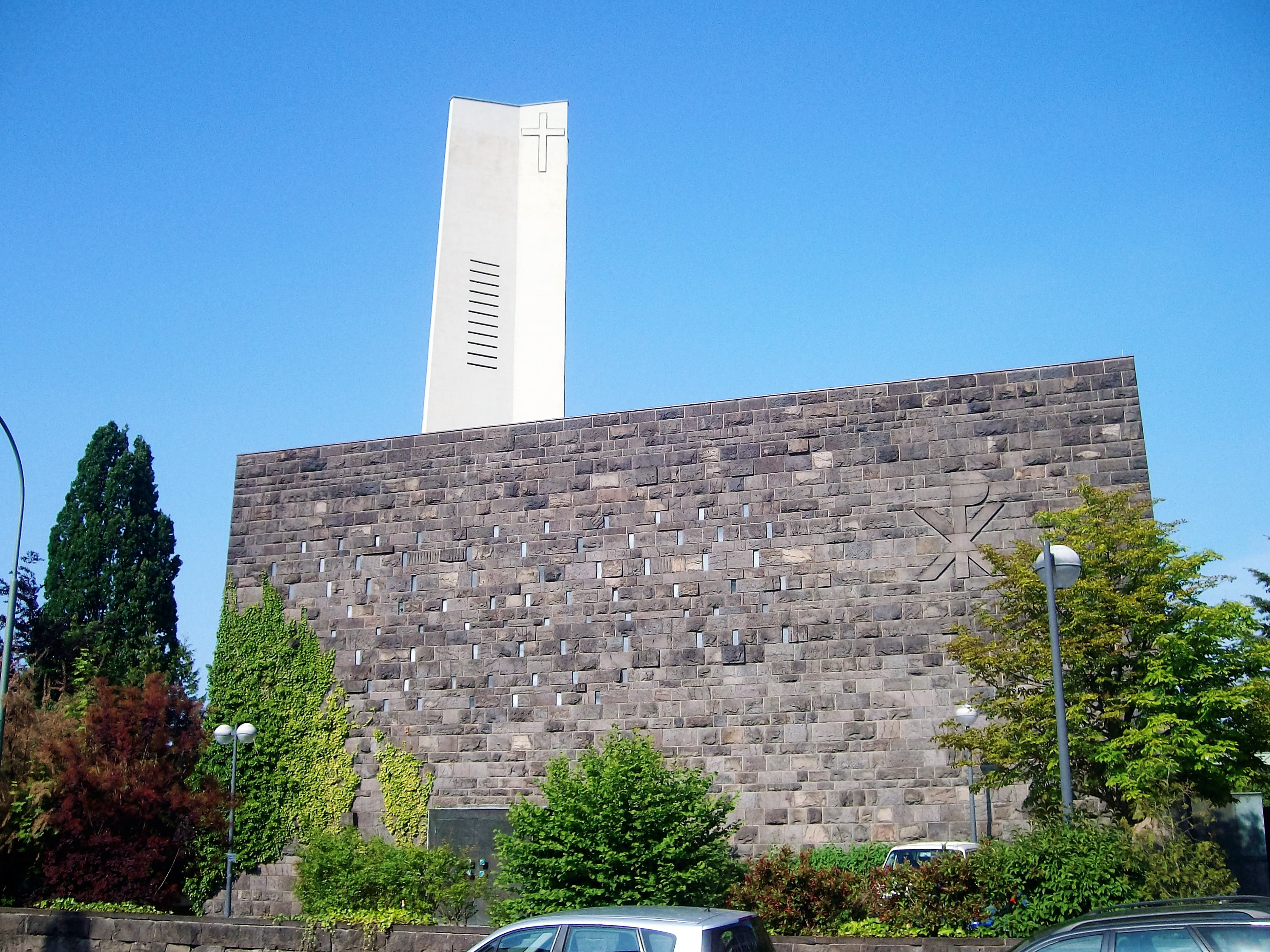
Blick von Westen

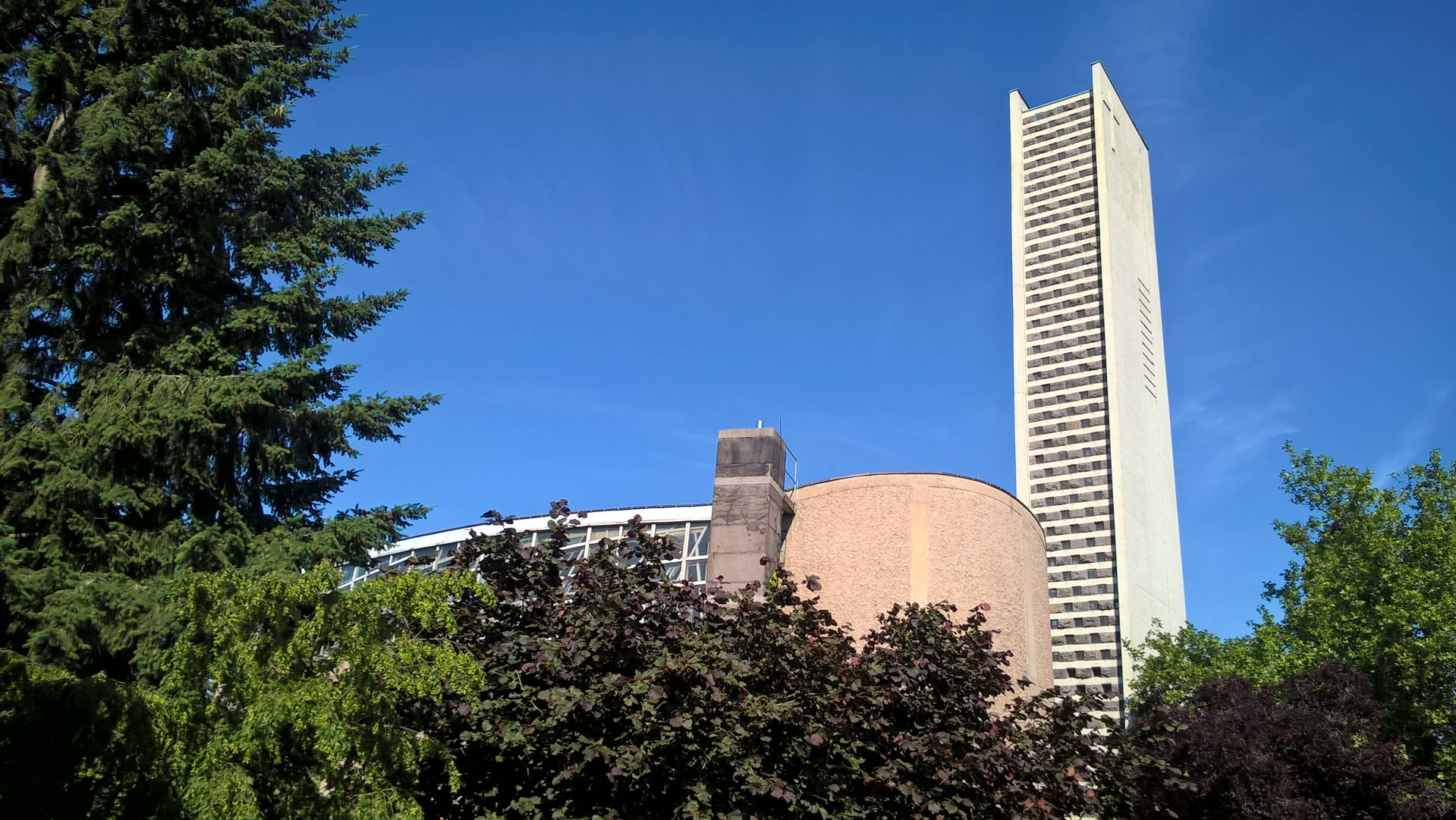
Petruskirche von Südosten

Die Petruskirche ist eine evangelische Kirche im Stadtzentrum von Gießen (Mittelhessen). Sie wurde in den Jahren 1960 bis 1962 nach Plänen des Architekten Alfred Schild gebaut und ist aufgrund ihrer künstlerischen und kirchengeschichtlichen Bedeutung hessisches Kulturdenkmal.

## Geschichte
Als die Stadtbevölkerung Gießens im 19. Jahrhundert angewachsen war, reichte die Stadtkirche von 1821 den Bedürfnissen nicht mehr. Deshalb wurde die Johanneskirche gebaut und die evangelische Stadtgemeinde wurde 1892 in vier selbstständige Kirchengemeinden aufgeteilt, die nach den Evangelisten benannt wurden. Mit Ausdehnung der Stadt nach Süden zu  Beginn des 20. Jahrhunderts musste die Lukasgemeinde geteilt werden und es entstand zum 1. Januar 1929 die Petruskirchengemeinde. Im selben Jahr wurde ein Kirchenbauverein gegründet. Im Jahr 1932 wurde als Behelf die Petruskapelle im Alten Wetzlarer Weg eingeweiht und ein Baugrundstück Ecke Wartweg/Studentensteg erworben. Der Bau konnte aufgrund des Zweiten Weltkriegs, der Inflation und Währungsreform 1948 zunächst nicht ausgeführt werden. Zu einer weiteren Verzögerung kam es, als der Entwurf des Architekten Alfred Schild von 1956 sich als zu groß erwies. Der veränderte Entwurf wurde im März 1960 freigegeben. Ende März 1960 begannen die ersten Bauarbeiten, am 24. Juli 1960 fand die Grundsteinlegung und am Pfingstmontag 1962 die Einweihung statt. Altarkreuz, Lesepult, Orgel und Glocken wurden durch Spenden finanziert.

## Architektur

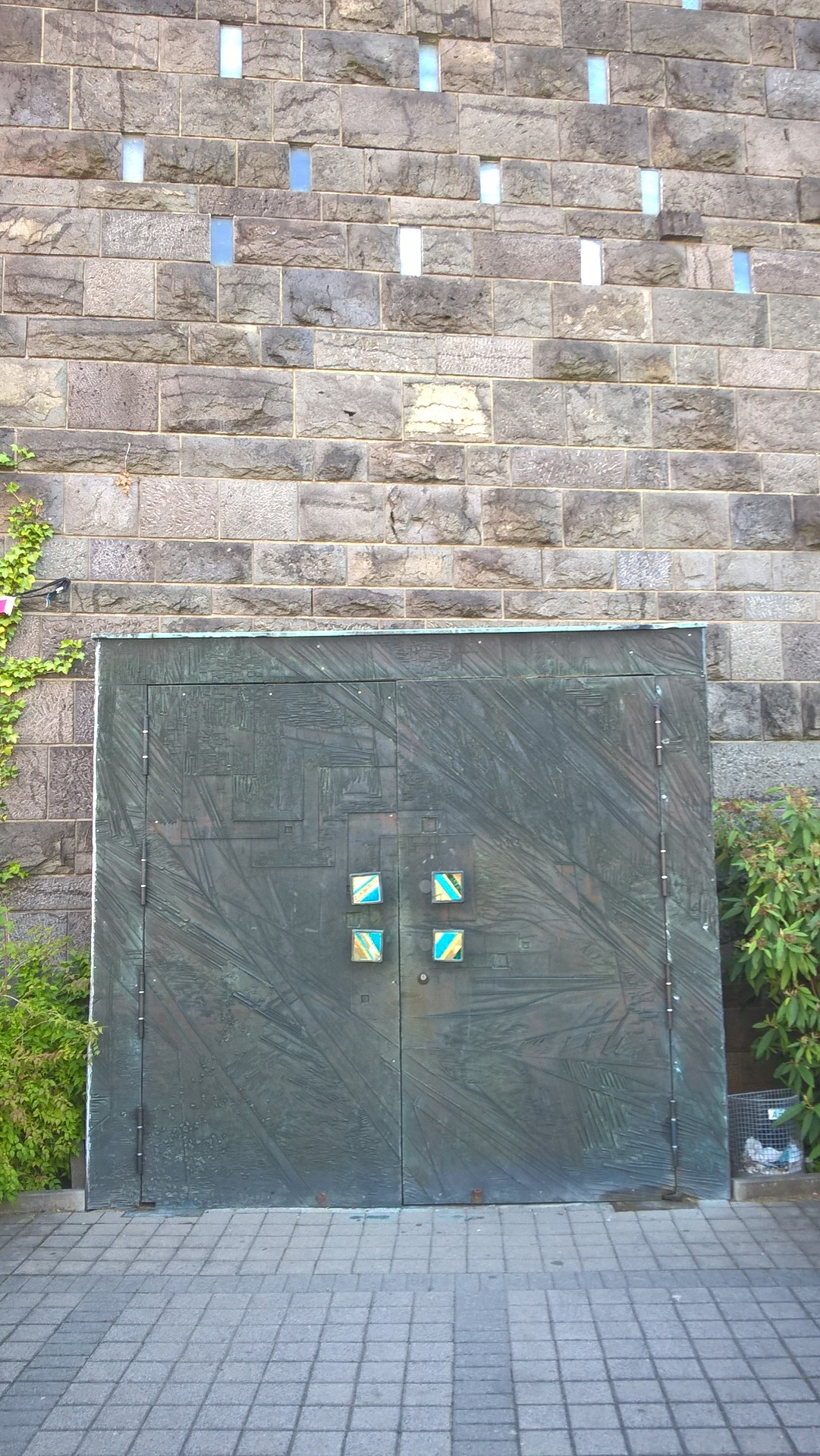
Bronzeportal im Westen und Buntglasfenster

Die flachgedeckte Kirche ist nach Ost-Nordost ausgerichtet. Sie ist auf einem parabelförmigen Grundriss erbaut und hat zur Straßenseite im Westen einen geraden Abschluss mit einem freien Vorplatz. Die monumentale Konstruktion aus Stahlbeton ist außen mit Natursteinquadern verkleidet. Die rechteckige Westfassade hat im nördlichen Bereich zahlreiche sehr kleine rechteckige und quadratische Fenster mit Buntglas, ist ansonsten aber fensterlos. Die festungsartige Mauerfront wird nur durch ein Christusmonogramm und die bronzenen Eingangstüren aufgelockert. Das Kircheninnere wird an den Seiten durch Fensterbänder mit Buntglas belichtet, die durch Wandpfeiler gegliedert werden.
An der Nordseite der Kirche schließt sich ein Andachtsraum an. Im Norden erhebt sich ein hoher, schlanker Glockenturm, der durch einen Zwischenbau zugänglich ist, aber freistehend erscheint.

## Ausstattung

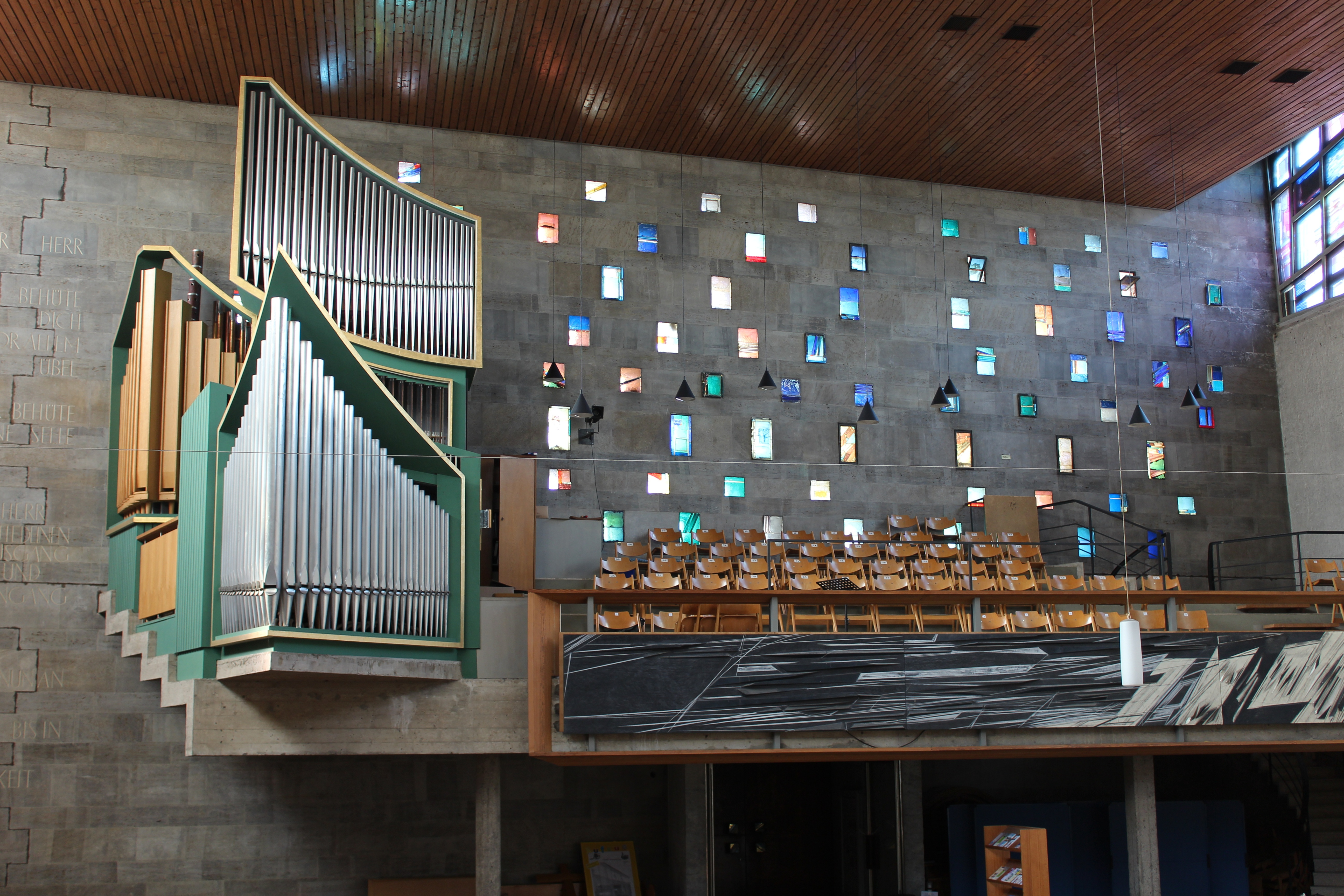
Westempore

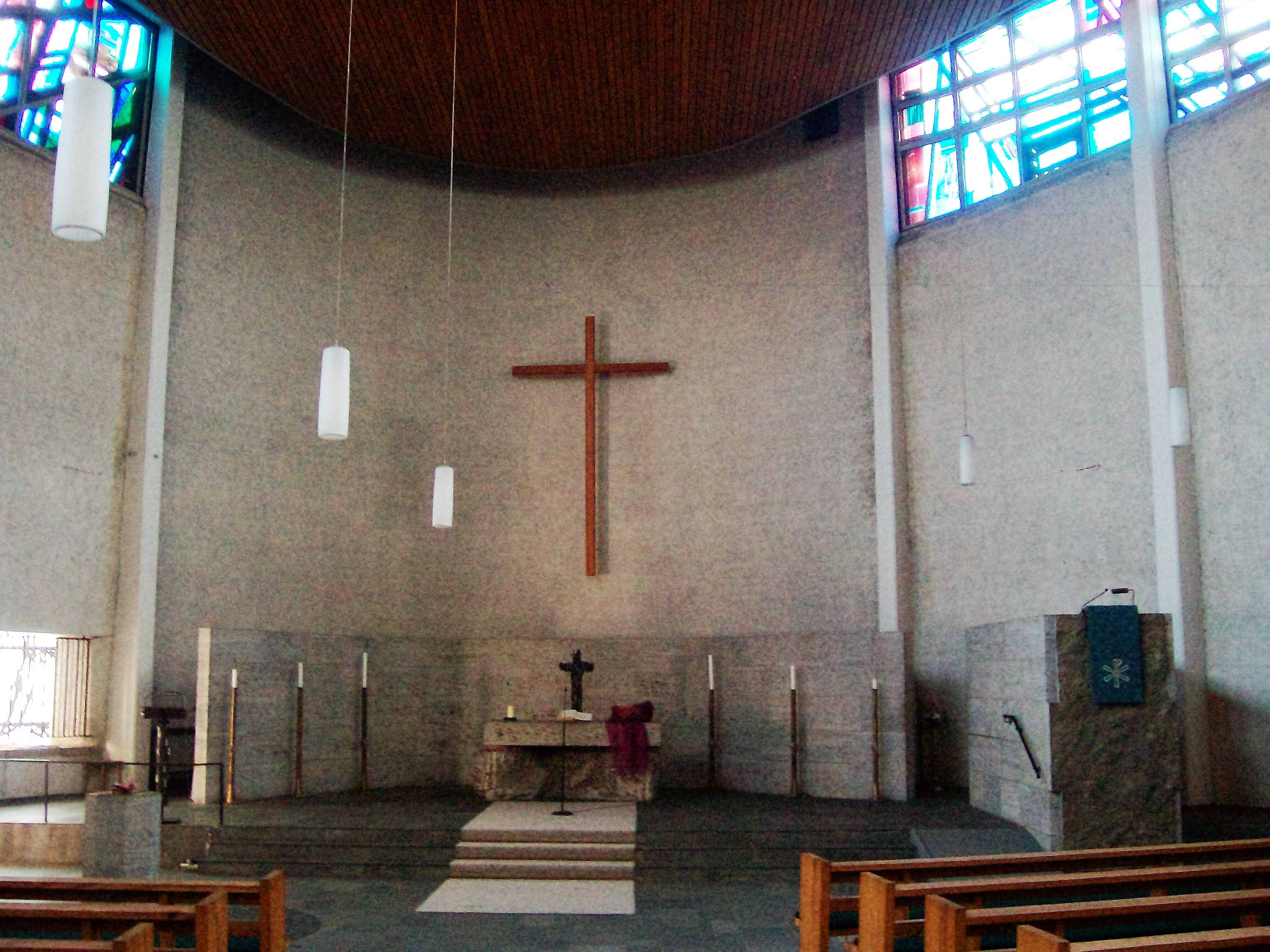
Blick in den Altarraum

Der Innenraum der Kirche schließt mit einer hölzernen Flachdecke ab. An der Westseite ist eine Betonempore eingebaut, die als Aufstellungsort für die Orgel dient. Links der Orgel schlängelt sich ein Lebensband vertikal durch die Quaderfugen, das als Inschrift das Bibelwort aus Ps 121,7–8  zeigt.
Der Altarbereich ist um drei Stufen erhöht. Die Kanzel wirkt von außen wie ein massiver Steinquader. Während die Seiten Quadergliederung aufweisen, ist die Frontseite aus Bruchstein in Kreuzform gestaltet. Die Altarplatte ist mit Steinen aus Rosenquarz unterlegt und ruht auf einem ausgehauenen Felsen. Das achtseitige Taufbecken steht auf einem kreisförmigen Bereich, dessen Bodenplatten sich durch ihre dunkle Farbe mit eingearbeiteten Goldsprengseln von den anderen Bodenplatten absetzen und der von einem großen Kreuz in Blautönen durchzogen wird. Die vergoldete Taufschale wird von einer Messingplatte bedeckt, deren Griff aus Rosenquarz gefertigt ist. An der Ostwand ist ein großes, schlichtes Holzkreuz angebracht. Das schlichte, hölzerne Kirchengestühl ist in zwei Reihen zum Altarbereich ausgerichtet.

## Orgel

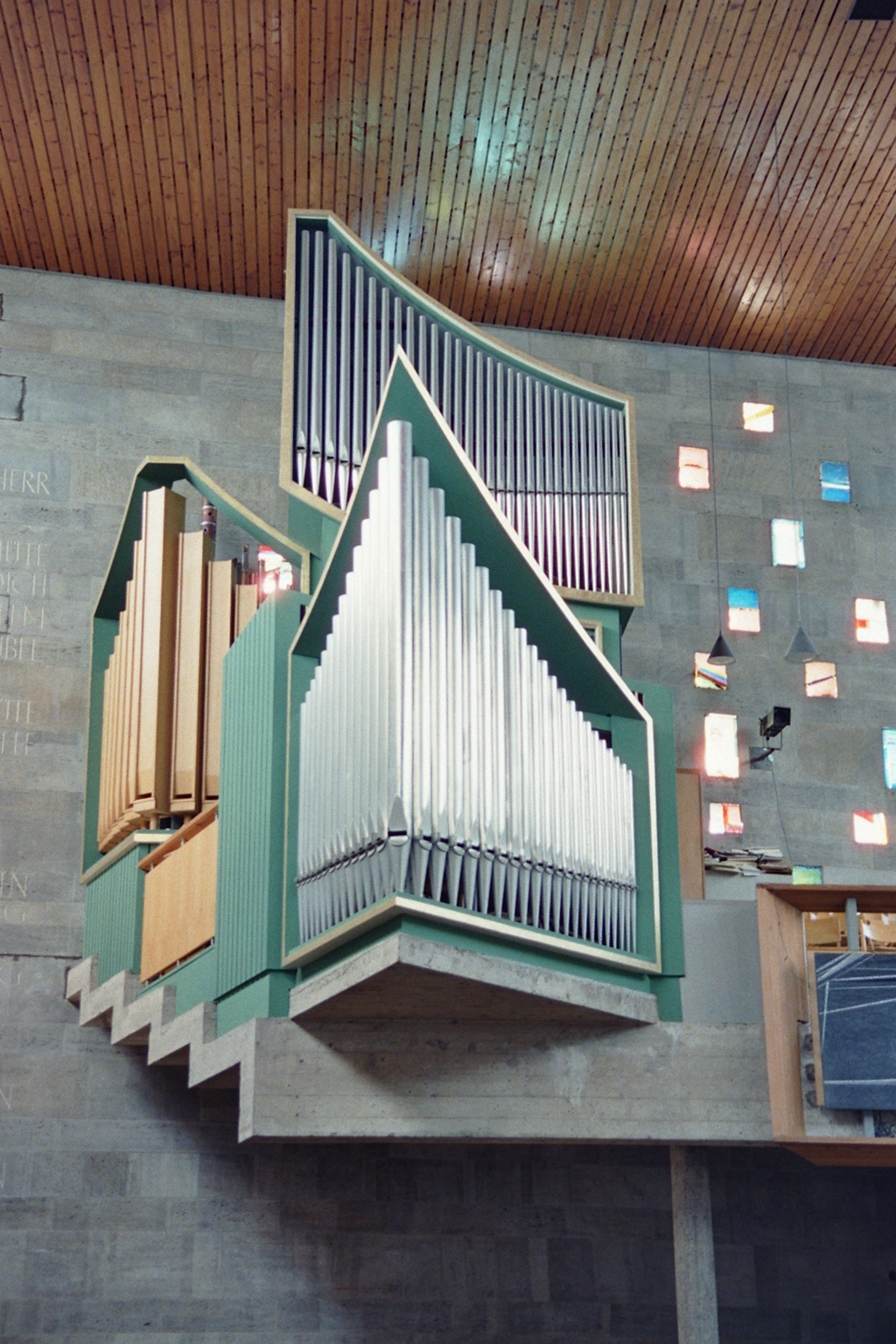
Orgel von 1968

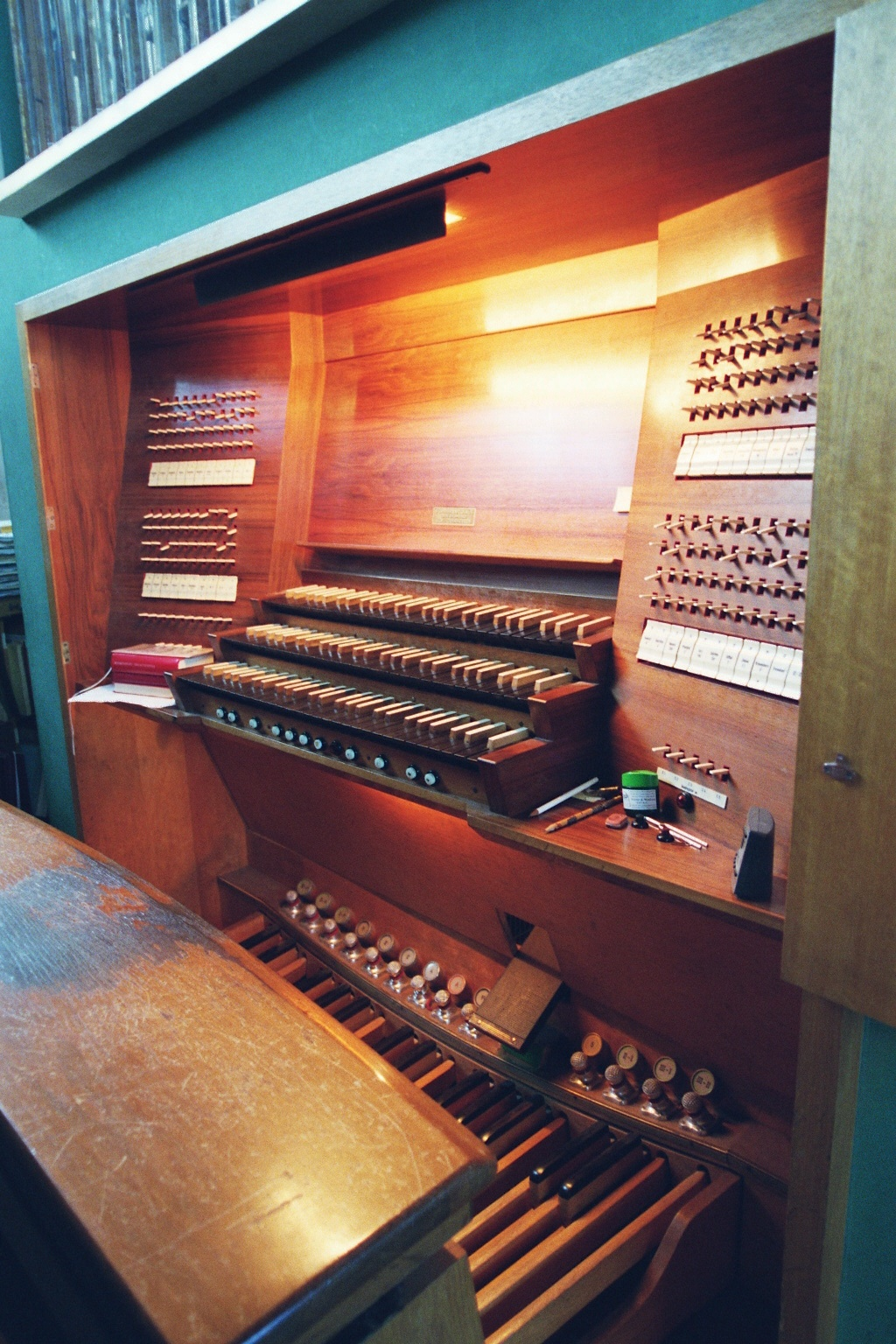
Spieltisch der Orgel

Die Petruskapelle besaß seit 1957 ein Positiv der Licher Firma Förster & Nicolaus mit vier Registern und angehängtem Pedal. Für die neue Petruskirche schaffte die Gemeinde 1968 eine Orgel von Förster & Nicolaus an. 33 Register sind auf drei Manuale und Pedal verteilt. Die Prospektgestaltung geht auf Walter Supper zurück. Jedes Werk ist in einem andersförmigen Gehäuseteil untergebracht. Das Hauptwerk ruht auf einer dreieckigen Betonplatte, die aus der Empore in das Kirchenschiff hineinragt. Das Pedalwerk hat Holzpfeifen im rechtwinkligen Prospekt und schließt die Empore links ab. Über dem Brustwerk erhebt sich das Kronwerk in einem geschwungenen Gehäuse. Die Disposition wurde von Hans Georg Bertram, Walter Supper und Manfred Nicolaus entworfen und lautet wie folgt:
| I Hauptwerk C–g3 |     |
| Quintadena       | 16′ |
| Prinzipal        | 8′  |
| Harfpfeife       | 8′  |
| Oktave           | 4′  |
| Blockflöte       | 4′  |
| Waldflöte        | 2′  |
| Mixtur IV–V      | 2′  |
| Trompete         | 8′  |
| Schalmei         | 4′  |

| II Kronwerk C–g3 |       |
| Gemshorn         | 8′    |
| Prinzipal        | 4′    |
| Gedackt          | 4′    |
| Flachflöte       | 2′    |
| Gemsquinte       | 1 ⁄3′ |
| Nonenpfeife      | 8⁄9′  |
| Scharf IV        | 2′    |
| Dulzianregal     | 16′   |
| Tremulant        |       |

| III Brustwerk (schwellbar) C–g3 |        |
| Gedackt                         | 8′     |
| Rohrflöte                       | 4′     |
| Nasat                           | 2 ⁄3′  |
| Prinzipal                       | 2′     |
| Terz                            | 1 3⁄5′ |
| Septime                         | 1 ⁄7′  |
| Sifflet                         | 1′     |
| Zimbel III                      | 1′     |
| Krummhorn                       | 8′     |
| Tremulant                       |        |

| Pedal C–f1   |     |
| Untersatz    | 16′ |
| Oktavbaß     | 8′  |
| Spitzflöte   | 8′  |
| Pommer       | 4′  |
| Dolkan       | 2′  |
| Rauschzink V | 2′  |
| Fagott       | 16′ |

- Koppeln: II/I, III/I, III/II, I/P, II/P, III/P
- Spielhilfen: 4 freie Kombinationen, 1 freie Pedalkombination

## Geläut
Der hohe Glockenturm der Petruskirche beherbergt ein Sechsergeläut. Die Glocken von der Firma Rincker wurden am  1. August 1961 gegossen und am 9. September 1961 geliefert.
| Nr. | Gießer und Gussjahr | Durchmesser (mm) | Masse (kg) | Schlagton | Inschrift  |
| 1   | Rincker, 1961       | 1520             | 1966       | c1        | Mt 16,16   |
| 2   | Rincker, 1961       | 1290             | 1296       | es1       | Mt 14,3    |
| 3   | Rincker, 1961       | 1103             | 826        | g1        | Joh 21,22c |
| 4   | Rincker, 1961       | 1030             | 666        | as1       | Joh 6,68   |
| 5   | Rincker, 1961       | 927              | 481        | b1        | Lk 22,32   |
| 6   | Rincker, 1961       | 815              | 323        | c2        | Joh 21,8   |

## Kirchengemeinde
Die Petrusgemeinde engagiert sich in der Flüchtlingsarbeit. Sie ist Ort der Hochschulgemeindegottesdienste. Die Nähe zum Klinikum legte Beziehungen zur Klinik- und Notfallseelsorge. Für verschiedene kirchenmusikalische Tätigkeiten wurde eine hauptamtliche Organisten- und Kantorenstelle eingerichtet.
Bis zu ihrer Fusion 2024 mit der Evangelischen Gesamtkirchengemeinde Gießen Mitte umfasste die evangelische Petrusgemeinde etwa 4000 Mitglieder (Stand 2015). Die Gesamtkirchengemeinde gehört neben anderen Kirchengemeinden in und um Gießen zum Evangelischen Dekanat Gießen, das Teil der Propstei Oberhessen innerhalb der Evangelischen Kirche in Hessen und Nassau ist. Zusammen mit weiteren Gemeinden aus dem Stadtbereich Gießen soll sie 2026 in die Evangelische Philippusgemeinde Gießen aufgehen.
Die Petrusgemeinde hatte folgende Pfarrer:
- 1929–1933: Friedrich Waas
- 1933–1962: Otto Trapp
- 1963–1970: Karl Dienst
- 1970–1992: Karl-Adolf Lebrecht
- 1992–2025: Matthias Leschhorn

Eine zweite Pfarrstelle (Pfarrvikar) wurde 1988 eingerichtet, nach 12 Jahren aber wieder aufgehoben.
- 1988–1992: Matthias Leschhorn
- 1992–1996: Kathleen Niepmann
- 1996–2000: Hanne Allmannsberger